# Deltochilum scabriusculum
Deltochilum scabriusculum là một loài bọ cánh cứng trong họ Bọ hung (Scarabaeidae).